# David Carrasco
Pour les articles homonymes, voir Carrasco.
David Carrasco, né le 21 novembre 1944, est un historien mésoaméricaniste américain spécialiste d'histoire des religions.

## Parcours professionnel
Il a enseigné à l'Université du Colorado entre 1977 et 1993, puis à Princeton entre 1993 et 2001 et depuis 2001 il est professeur d'histoire des religions et d'histoire d'Amérique latine à Harvard.
Il dirige le Moses Mesoamerican Archive and Research Project de l'Université du Colorado.

## Distinctions
Le gouvernement mexicain lui a attribué sa distinction la plus élevée, l’Ordre de l'Aigle aztèque.

## Publications

### Monographies
- Religions of Mesoamerica: cosmovision and ceremonial centers, Harper & Row, 1990  (ISBN 0-0606-1325-4).
- Quetzalcoatl and the irony of empire: myths and prophecies in the Aztec tradition, University of Chicago Press, 1992  (ISBN 0-2260-9490-1).
- City of sacrifice: the Aztec empire and the role of violence in civilization, Beacon Press, 1999  (ISBN 0-8070-4642-6).

### Direction d'ouvrages collectifs
- Oxford Encyclopedia of Mesoamerican Cultures, Oxford University Press, 2001  (ISBN 0-1951-4256-X).
- Arqueología e Historia del Centro de México. Homenaje a Eduardo Matos Moctezuma, coordonné avec Leonardo López Luján et Lourdes Cué, INAH, 2003.
- Breaking Through Mexico's Past. Digging the Aztecs With Eduardo Matos Moctezuma, écrit avec Leonardo López Luján, UNM Press, 2007  (ISBN 0-8263-3831-3).
- Cave, City, and Eagle's Nest. An Interpretive Journey Through the Mapa de Cuauhtinchan No. 2, UNM Press, 2007  (ISBN 0-8263-4283-3).